# Championnats de France d'athlétisme 1937
Navigation
Championnats 1936 Championnats 1938
Les Championnats de France d'athlétisme 1937 ont eu lieu les 10 et 11 juillet 1937 au Stade olympique Yves-du-Manoir de Colombes. Les épreuves féminines se sont déroulées le 13 juillet à la Porte de Saint-Cloud.

## Palmarès
| Discipline        | Hommes           | Hommes        | Femmes             | Femmes       |
| ----------------- | ---------------- | ------------- | ------------------ | ------------ |
| 60 m              | -                | -             | Lucienne Palluel   | 7 s 8        |
| 100 m             | Lucien Malfreyt  | 10 s 9        | Marguerite Gaspard | 13 s 0       |
| 200 m             | Lucien Malfreyt  | 22 s 0        | Marguerite Gaspard | 26 s 4       |
| 400 m             | Pierre Skawinski | 49 s 3        | -                  | -            |
| 800 m             | Denis Soustre    | 1 min 55 s 0  | Emma Sassobarca    | 2 min 33 s 0 |
| 1 500 m           | Roger Normand    | 3 min 55 s 2  | -                  | -            |
| 5 000 m           | Charles Poharec  | 15 min 09 s 8 | -                  | -            |
| 10 000 m          | André Sicard     | 31 min 59 s 2 | -                  | -            |
| 80 m haies        | -                | -             | Gaëtane Crouzillas | 13 s 0       |
| 110 m haies       | Paul Mathiotte   | 15 s 1        | -                  | -            |
| 400 m haies       | Prudent Joye     | 56 s 8        | -                  | -            |
| 3 000 m steeple   | Roger Cuzol      | 9 min 36 s 4  | -                  | -            |
| Saut en longueur  | Robert Joanblanq | 7,18 m        | Madeleine Renaud   | 5,30 m       |
| Triple saut       | Robert Paul      | 13,50 m       | -                  | -            |
| Saut en hauteur   | Jacques Mantran  | 1,85 m        | Marguerite Crépin  | 1,55 m       |
| Saut à la perche  | Pierre Ramadier  | 3,90 m        | -                  | -            |
| Lancer du poids   | Jules Noël       | 14,40 m       | Lucienne Velu      | 9,93 m       |
| Lancer du disque  | Paul Winter      | 45,52 m       | Lucienne Velu      | 32,93 m      |
| Lancer du marteau | Robert Wirtz     | 45,96 m       | -                  | -            |
| Lancer du javelot | Roger Frinot     | 55,92 m       | Yolande Behr       | 34,00 m      |
| Décathlon         | Hervé Mahé       | 5 600 pts     | -                  | -            |